# Anastasio II di Gerusalemme
Anastasio II (VII secolo – 706) è stato il patriarca di Gerusalemme tra il 691 e il 706, quando la sede di Gerusalemme passò sotto il controllo dei conquistatori musulmani e la vita della Chiesa era turbata dalla controversia monotelita.

## Contesto
I documenti per il Patriarcato di Gerusalemme dopo il regno del patriarca Sofronio sono scarsi e temperati dagli interventi musulmani. Dopo la morte di Sofronio nel 638, il vescovo Stefano di Dora fu vicario patriarcale assistito da Giovanni di Filadelfia (Amman) e il presbitero Teodoro. Nello stesso periodo, i musulmani tentarono di far insediare il patriarca del vescovo monotelita Sergio, vescovo di Giaffa, ma il clero ortodosso, incluso Stefano di Dora, non lo riconobbe.
Per rafforzare la posizione degli ortodossi, Stefano di Dora si recò da papa Martino I a Roma, che su raccomandazione di Stefano assegnò Giovanni di Filadelfia come nuovo vicario patriarcale per la Chiesa di Gerusalemme. Papa Martino inviò anche lettere che annunciavano la sua decisione e in cui chiedeva che Giovanni fosse riconosciuto. Da questo momento in poi non ci sono virtualmente documenti sul patriarcato fino al 705.

## Patriarcato
Secondo la Historia ecclesiastica di Niceforo Callisto Xanthopoulos, Anastasio sarebbe stato vescovo di Cesarea di Filippo prima di essere eletto patriarca di Gerusalemme.
Durante questo periodo si sa che Anastasio sottoscrisse le decisioni, probabilmente in qualità di patriarca, del Concilio in Trullo del 692 a Costantinopoli, durante il quale fu presa la decisione che il patriarcato di Gerusalemme occupava la quinta posizione nei ranghi dei patriarcati. Secondo i Padri Benedettini, invece, la firma era falsa perché Anastasio non è esistito e la sede era vacante e occupata dai vicari.